# Iwkiwci (obwód czerkaski)
Iwkiwci (ukr. Івківці) – wieś na Ukrainie, w obwodzie czerkaskim, w rejonie czerkaskim. W 2001 liczyła 402 mieszkańców, wśród których 393 jako ojczysty język wskazało ukraiński, a 9 rosyjski.